# Хенераль Сантандер
Стадион «Хенераль Сантандер», либо просто «Сантандер», также среди болельщиков известный как «Форти́н Мотило́н» (исп. Estadio General Santander) — спортивный стадион, расположенный в административном центре департамента Северный Сантандер городе Кукута. На стадионе в основном проходят футбольные матчи. Домашний стадион клуба «Кукута Депортиво». Стадион входит в десятку крупнейших в Колумбии и закрывает список арен, вмещающих более 40 тысяч зрителей (официальная вместимость — 42 901 зритель).

## История

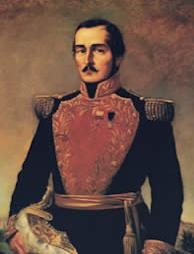
Национальный герой Колумбии Франсиско де Паула Сантандер (1792—1840).

Решение о строительстве стадиона было принято в 1930-е годы. Согласно Постановлению администрации департамента № 48 от 1935 года, строительство должно было завершиться к 100-летию со дня смерти генерала Франсиско Сантандера, первого президента Новой Гранады. Однако в реальности работы начались только 28 декабря 1939 года, и завершились только к маю 1948 года.
По случаю 250-летия основания города Кукуты в 1983 году стадион был частично модернизирован. В 2006 году состоялся новый этап модернизации «Хенераль Сантандера». В следующем году «Кукута Депортиво» сумела добраться до полуфинала Кубка Либертадорес, проводя домашние матчи на обновлённой арене, вместимость которой достигла 42 тысяч зрителей.
В 2012 году «Хенераль Сантандер» стал одним из мест проведения Национальных спортивных игр Колумбии, и поэтому перед началом соревнований здесь полностью заменили траву. В следующий раз траву полностью поменяли через девять лет — в 2021 году.